# Anuradha Koirala
Pour les articles homonymes, voir Koirala.
Anuradha Koirala (prononcé Anouradha Koïrala, écrit en devanagari अनुराधा कोइराला), née le 14 avril 1949 à Rumjatar (ne) dans le district d'Okhaldhunga au Népal, est une militante sociale et femme politique népalaise. 
Elle est principalement connue comme fondatrice de Maiti Nepal, une organisation à but non lucratif au Népal, pour aider les victimes du trafic sexuel. 
Elle est la première gouverneure de la province de Bagmati, du 17 janvier 2018 au 3 novembre 2019. 

## Biographie

### Action sociale
Anuradha Koirala fonde l'association Maiti Nepal qui gère une maison de réadaptation à Katmandou, ainsi que des maisons d'accueil et de transit dans les villes frontalières indo-népalaises, des maisons de prévention à la campagne et une académie à Katmandou. Comme son nom l'indique, l'association Maiti Nepal (« maiti » signifie « la maison de la mère » en népalais) est un refuge pour les femmes, notamment celles qui se sont échappées des maisons closes en Inde. Les femmes peuvent rester dans ces maisons jusqu'à ce qu'elles puissent rentrer chez elles, ou si elles ne sont pas acceptées par leurs parents et la société, elles peuvent rester jusqu'à ce qu'elles deviennent capables de vivre seules. Entre 1993 et 2011, Anuradha Koirala et son organisation ont aidé à sauver et à réhabiliter plus de 12 000 femmes et filles.
L'association d'Anuradha Koirala travaille également à réunir les femmes secourues avec leurs familles, à patrouiller la frontière indo-népalaise avec la police et d'autres autorités chargées de l'application des lois, et à secourir les femmes victimes de la traite des maisons closes en Inde avec l'aide des autorités indiennes.
Anuradha Koirala est surnommée la « Mère Teresa » du Népal pour son travail. Elle reçoit le prix Courage of Conscience de l'Abbaye de la Paix à Sherborn, Massachusetts le 25 août 2006. Elle remporte aussi le prix CNN Heroes en 2010.
Le gouvernement des États-Unis accorde en avril 2010 une subvention de deux ans de 500 000 dollars pour son association Maiti Nepal.

### Politique
En novembre 2017, Anuradha Koirala rejoint le parti du Congrès népalais.
Elle est nommée par le gouvernement du Népal pour être première gouverneure de la Province de Bagmati (Bagmati Pradesh), le 17 janvier 2018. Elle est démise de ses fonctions le 3 novembre 2019, en même temps que les six autres gouverneurs de province.

## Prix et reconnaissances

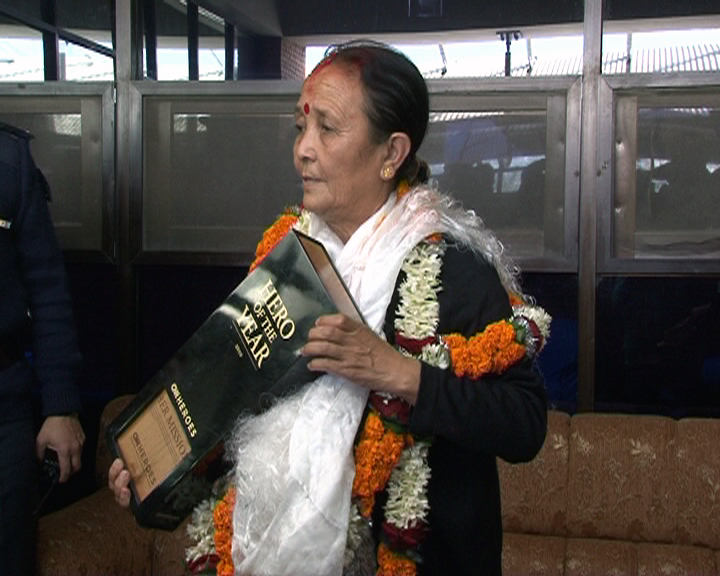
Anuradha Koirala avec le prix Héros CNN.

Anuradh Koirala a reçu le prix népalais du meilleur travailleur social de l'année en 1998, la médaille Prabal Gorkha Dakshin Bahu (Népal) en 1999, le prix Trishaktipatta en 2002, le prix Courage of Conscience de la Peace Abbey Foundation en 2006, le prix allemand UNIFEM en 2007 et la médaille d'argent de la reine Sofia en 2007.
Elle a reçu le CNN Heroes Award 2010 à Los Angeles, en Californie, présentée sur scène par Demi Moore et Ashton Kutcher. Elle a reçu 100 000 dollars pour poursuivre son travail avec Maiti Nepal, en plus de 25 000 dollars en guise de remerciement de CNN.
Anuradha Koirala est également distinguée par le Acharya Tulsi Kartritva Puraskar décerné par Akhil Bhartiya Terapanth Mahila Mandal en 2014.
Anuradha Koirala a reçu aussi la quatrième plus haute distinction civile indienne Padma Shri en avril 2017, remise par le président Pranab Mukherjee,,. En 2018, Anuradha Koirala a reçu le GOD Award.